# استان کاسرس
کاسرس (اسپانیایی: Cáceres) استانی در غرب اسپانیا، در شمال بخش خودمختار اکسترمادورا است.
این استان هم‌مرز با استان‌های تولدو، آبیلا، سالامانکا، باداخوس و کشور پرتغال است.
مرکز استان شهر کاسرس است. شهر دیگر استان پلاسنسیا است.
۴۱۰٬۲۴۲ نفر در کاکرس زندگی می‌کنند که از این میان یک پنجم در شهر کاسرس ساکن هستند. این استان ۲۱۹ دهستان دارد.